# Канашевич, Анатолий Михайлович
Анатолий Михайлович Канашевич (род. 14 ноября 1954 года) — советский и российский тренер по лёгкой атлетике. Заслуженный тренер России. Заслуженный работник физической культуры Российской Федерации (2001). Спортивный судья всероссийской категории (2017).

## Биография
Анатолий Михайлович Канашевич родился 14 ноября 1954 года в Кемеровской области. Занимался лёгкой атлетикой у тренера Владимира Алексеевича Савинкова. Окончил Кемеровский государственный педагогический институт.
После окончания института, по обязательному распределению начал работать учителем физкультуры в поселковой школе. Через три года был переведен на работу тренером спортивной школы.
Женат, есть дочь — Елена.
В настоящее время работает тренером ГУДО «ОСДЮСШОР по лёгкой атлетике им. В. А. Савенкова».
Среди его воспитанников:
- Елена Прохорова — серебряный призёр Олимпиады 2000 года, чемпионка мира 2001 года, чемпионка мира в помещении 2001 года, чемпионка Европы в помещении 2002 года[5][6],
- Ольга Левенкова — бронзовый призёр чемпионата мира в помещении 2006 года, многократная чемпионка России[7],
- Ульяна Александрова — чемпионка России в помещении 2016 года по пятиборью, обладательница Кубка Европы по легкоатлетическим многоборьям 2015 года в командном первенстве[8],
- Кристина Королёва (Полтавец) — обладательница Кубка Европы по легкоатлетическим многоборьям 2014 года в командном первенстве,
- Марина Гончарова — чемпионка России в помещении 2010[9],
- Надежда Сергеева — серебряный призёр чемпионата России 2009 года[10][11], и другие спортсмены[12].

## Награды и звания
- Почётное звание «Заслуженный тренер России».
- Заслуженный работник физической культуры Российской Федерации (2001)[13].
- Медаль «За особый вклад в развитие Кузбасса» II степени (8 августа 2001 года) — за многолетнюю плодотворную работу, высокий профессионализм, значительный вклад в социально-экономическое развитие области[14]
- «Лучший тренер Кузбасса» (2002[15], 2004[16]).
- Спортивный судья всероссийской категории (2017)[17].